# Jimmy Lidberg
Jimmy Alexander Lidberg, né le 13 avril 1982 à Stockholm, est un lutteur gréco-romain suédois.

## Biographie
Le 7 août 2012, il obtient la médaille de bronze aux Jeux olympiques de Londres en catégorie des moins de 96 kg.